# Flugunfall der Star Dust
Die Star Dust (deutsch: „Sternenstaub“) war ein Passagierflugzeug des Typs Avro 691 Lancastrian 3 der Fluggesellschaft British South American Airways (BSAA). Die Maschine mit dem Luftfahrzeugkennzeichen G-AGWH verunglückte am 2. August 1947 unter lange Zeit ungeklärten Umständen in einem Schneesturm über den argentinischen Anden. Die Aufklärung des Unfallhergangs und der Absturzursache gelang erst mehr als 50 Jahre später durch die Entdeckung und Analyse von Wrackteilen. An Bord befanden sich elf Personen – fünf Besatzungsmitglieder (Flugkapitän R. J. Cook, Erster Offizier N. H. Cook, Zweiter Offizier D. S. Checklin, Funk-Offizier Dennis B. Harmer und die Stewardess Iris M. Evans) sowie sechs Passagiere. Für den Namen am Bug des Flugzeugs wurde neben STAR DUST zeitweise auch die übliche englische Schreibweise STARDUST verwendet.

## Flugverlauf
Das Flugzeug war am Tag des Absturzes auf der Strecke Buenos Aires–Santiago de Chile mit der Flugnummer C.S.59 eingesetzt und sollte nach dem Überfliegen der Stadt Mendoza das Gebirgsmassiv der Anden von Ost nach West überqueren.
Trotz einer äußerst schlechten Wetterlage über den Bergen mit eingeschränkter oder nicht mehr vorhandener Erdsicht hatten sich die Piloten für eine direkte Anden-Überquerungsroute entschieden, anstatt eine der für solche Fälle empfohlenen Ausweichstrecken zu benutzen. Laut Funktelegrafiemeldung von 17:00 Uhr Greenwich Mean Time (GMT) stiegen sie zur Andenüberquerung auf eine Flughöhe von 24.000 ft (ca. 7.300 m): „1700 hrs 32°50' S 68°30' W, Height 20 000 feet, ascending to 24 000 feet, speed 194 knots, ETA Santiago 1743 hrs“, übersetzt: „Position von 17:00 Uhr ist 32°50' Süd, 68°30' West, Höhe 20 000 Fuß, steigen auf 24 000 Fuß, Geschwindigkeit (Angezeigte Geschwindigkeit gegenüber der umgebenden Luft) 194 Knoten, geschätzte Ankunftszeit in Santiago de Chile 17:43 Uhr.“

## Letzte Telegrafie
Um 17:33 Uhr GMT erhielt der Funker des Flughafens Los Cerillos in Santiago de Chile vom Flugzeug die Meldung: „ETA Santiago 1745 hrs“ (geschätzte Ankunftszeit in Santiago 17:45 Uhr). Anschließend wurde die letzte laut und klar, aber mit hoher Geschwindigkeit, gegebene Nachricht um 17:41 GMT vom Bodenfunker aufgenommen als: „ETA Santiago 1745 hrs STENDEC“. Da der Bodenfunker die Bedeutung des Wortes STENDEC nicht verstanden hatte, bat er um eine Wiederholung, die der Bordfunker der Star Dust sofort übermittelte und vom Bodenfunker in gleicher Weise gelesen wurde.
Die Bedeutung der Buchstabenfolge STENDEC (▄ ▄ ▄  ▄▄▄  ▄  ▄▄▄ ▄  ▄▄▄ ▄ ▄  ▄  ▄▄▄ ▄ ▄▄▄ ▄ ) ist bis heute nicht zweifelsfrei geklärt. Mit einer einzigen geringfügig verschobenen Telegrafiepause innerhalb der Buchstabenfolge lässt sich der Morsecode jedoch als „STR DEC“ (▄ ▄ ▄  ▄▄▄  ▄ ▄▄▄ ▄  ▄▄▄ ▄ ▄  ▄  ▄▄▄ ▄ ▄▄▄ ▄ ) verstehen, was als Starting Descent interpretiert werden kann und einer zur damaligen Zeit in der Flugfunktelegrafie durchaus gängigen Abkürzung für „Beginne Sinkflug“ entsprach. Die Tatsache, dass die Kollision nicht nach Motorenausfall, sondern bei normal laufenden Motoren unterhalb der Reiseflughöhe zur Überquerung der Anden stattfand, könnte ebenfalls auf einen begonnenen Sinkflug hindeuten. Die Piloten hätten in diesem Fall trotz starker Höhenwinde entgegen der Flugrichtung eine unkorrigierte Flugzeugposition am Ende der Andenüberquerung und nahe dem Flughafen von Santiago de Chile angenommen.
Alle weiteren Kontaktversuche via Telegrafie blieben unbeantwortet.

## Nach dem Absturz
Wegen des dichten Schneesturms ging man von einem Absturz der Star Dust aus, da die Piloten, kurz bevor die Verbindung zum Flugzeug abriss, mit ihrer letzten Funkmeldung ausgedrückt hatten, dass sich die Star Dust im Landeanflug auf Santiago de Chile befinde. Deswegen suchte man zunächst die nähere Umgebung des Flughafens ab. Doch da man keine Wrackteile fand, dehnte man die Suche immer weiter aus. Da sich unter den sechs Passagieren und der fünfköpfigen Crew auch ein britischer diplomatischer Kurier mit geheimen Papieren befand, drängte die britische Regierung auf eine Aufklärung des Verbleibs der Star Dust.
Trotz einer intensiven Suche, in die auch diverse Bergketten einbezogen wurden, wurde kein einziges Trümmerteil gefunden. Das Flugzeug blieb lange Zeit verschollen.

## Entdeckung der Wrackteile
Erst mehr als 50 Jahre später, am 23. Januar 2000, entdeckte eine Bergsteigergruppe am Fuße des Tupungato, etwa 100 km östlich des damaligen Zielflughafens, einen Flugzeugmotor. Ein Expeditionsteam der argentinischen Armee untersuchte daraufhin die Gegend und fand weitere Wrackteile. Auf einem waren die Buchstaben „Star Dust“ zu erkennen. Man geht davon aus, dass ungefähr 10 % der Überreste gefunden wurden.
Das Trümmerfeld lag bei 33°21' 27'' S und 69°43' 44'' W auf einer Höhe von 4408 m bis 4654 m in einem Streuwinkel zwischen 210° und 244° und hatte einen Durchmesser von ungefähr 800 Metern. Gefunden wurden zwei Räder und Teile der Hauptfahrwerksgruppe, eine Sauerstoffflasche, ein Motor und ein Propeller (Ziffer 1.12). Auch wurden menschliche Überreste und Bekleidungsgegenstände gefunden, welche zum Zeitpunkt des Berichts noch untersucht wurden (Ziffer 1.13)
An einem Propeller konnte anhand der Beschädigungen und Verformungen nachgewiesen werden, dass die Motoren im Moment des Flugzeugabsturzes mit nahezu der Drehzahl der Reisegeschwindigkeit gelaufen sein mussten. Aus weiteren aufgefundenen Trümmerteilen einschließlich der beiden Räder des Hauptfahrwerkes konnte man schließen, dass es noch nicht ausgefahren gewesen war. Aus diesen Indizien und anhand der Verformung der Wrackteile schließen Gutachter auf einen kontrollierten Flug direkt in den Berghang, mit normal laufenden Motoren.
Für einen unkontrollierten Absturz beispielsweise aufgrund von Motor-, Propeller- oder Tragflächenschäden oder auch für eine bewusst eingeleitete Notlandung konnten bislang keinerlei Hinweise gefunden werden.

## Absturzursachen
Die wahrscheinlichste Erklärung für die Unfallursache ist der Jetstream. Mit diesem bis zu 400 km/h extrem starken Höhenwind hatten Piloten damals kaum Erfahrung, da nur wenige Flugzeuge – so beispielsweise eben Lancastrians wie die Star Dust – überhaupt hoch genug fliegen konnten, um in den Jetstream zu geraten. Heutige Experten halten es aufgrund der damaligen Wetteraufzeichnungen für wahrscheinlich, dass der Jetstream der Star Dust mit etwa 100 Meilen pro Stunde (rund 160 km/h) entgegenblies. Damit hätte er das Flugzeug deutlich verlangsamt, ohne dass es den Piloten aufgefallen wäre.
Ohne Bodensicht und Astronavigation – ob auf diesem Flug astronomische Navigation überhaupt möglich war und angewandt wurde, ist nicht bekannt – war mit den damaligen Bordinstrumenten allein die relative Fluggeschwindigkeit gegenüber der umgebenden Luft ermittelbar und nicht – wie ab den späten 1960er Jahren mit Trägheitsnavigationssystemen – auch die Geschwindigkeit über Grund. Diese ermittelten damalige Navigatoren bei ausreichender Sicht mit Hilfe der Uhr und mit kartografierten Objekten am Boden (Koppelnavigation), was in der Star Dust wegen des Schneesturms nicht möglich war.
Aufgrund der verstrichenen Zeit und der gemessenen Geschwindigkeit wähnte sich die Besatzung also höchstwahrscheinlich schon jenseits der Bergkette, gab die letzte Funkmeldung ab, mit der sie eine voraussichtliche Landung auf dem Flughafen von Santiago in vier Minuten ankündigte, und leitete den Sinkflug und damit auch den Landeanflug ein. Als die Maschine in den Sinkflug überging, muss sie den Tupungato frontal gerammt haben. Experten vermuten, dass der Aufprall nicht im Gipfelbereich, sondern an einem etwas tiefer gelegenen Abhang erfolgte und dabei in dem darüber befindlichen Gelände eine Lawine ausgelöst wurde, welche die Flugzeugtrümmer mit den verunglückten Insassen vollständig begrub. Mit der Zeit wurden sie zum Teil des Gletschers und bewegten sich mit ihm langsam in Richtung Tal.

## Verschwörungstheorien
Im Lauf der folgenden Jahre entstanden Gerüchte über den Verbleib, darunter zu dem an Bord befindlichen Kurier auch UFO- und Verschwörungstheorien. Ebenso wurde vielfach versucht, das vermeintliche Funksignal „STENDEC“ anders zu deuten. Ein spanisches UFO-Magazin benutzte die leicht abgewandelte Form STENDEK als Titel.